# سيمون ميلز
سيمون ميلز (بالإنجليزية: Simon Mills)‏ (16 أغسطس 1964 بشفيلد في المملكة المتحدة - ) هو لاعب كرة قدم بريطاني في مركز الظهير. لعب مع بورت فايل وشيفيلد وينزداي ونادي يورك سيتي وماتلوك تاون ‏ ونادي بوسطن يونايتد.

## وصلات خارجية
- سيمون ميلز على موقع قاعدة بيانات كرة القدم.إي يو (الإنجليزية)